# فهرست فرودگاه‌ها بر پایه کد ایکائو: Y
فهرست فرودگاه‌ها بر پایه کد فرودگاهی ایکائو: A - B - C - D - E - F - G - H - I - J - K - L - M - N - O - P - Q - R - S - T - U - V - W - X - Y - Z
ببینید: فهرست فرودگاه‌ها بر پایه کد یاتا
نحوهٔ چینش اطلاعات:
- ایکائو؛ (یاتا)؛ نام فرودگاه؛ مکان فرودگاه

## Y - استرالیا
همچنین رده و فهرست را ببینید.
The prefix Y is reserved for Australia. For many (but not all) Australian ICAO codes, the second letter indicates which Flight Information Region (FIR) the airport belongs to — B Brisbane, S Sydney, M Melbourne and P Perth.  However, the Sydney and Perth FIRs no longer exist and have been merged into the Brisbane and Melbourne FIRs, although the airport codes remain unchanged (e.g. Sydney YSSY, Darwin YPDN).

### YA
- YABA (ALH) فرودگاه آلبانی (استرالیا) Albany، استرالیای غربی
- YAGD (AUD) Augustus Downs Airport
- YALA (MRP) Marla Airport
- YAMB فرودگاه نیروی هوایی سلطنتی استرالیا در پایگاه امبرلی Ipswich، کوئینزلند
- YAMC (AXC) فرودگاه آرامک Aramac, Queensland، کوئینزلند
- YAMK (ADO) فرودگاه انداموکا Andamooka، استرالیای جنوبی
- YAMT (AMT) Amata Airport
- YAPH (ABH) فرودگاه آلفا Alpha، کوئینزلند
- YARA (ARY) فرودگاه آرارات Ararat، ویکتوریا (استرالیا)
- YARG (GYL) فرودگاه آرگیل Lake Argyle, Western Australia
- YARM (ARM) فرودگاه آرمیدال Armidale، نیو ساوت ولز
- YARY (AAB) فرودگاه آرابری Arrabury، کوئینزلند
- YAUR (AUU) فرودگاه اوروکون Aurukun، کوئینزلند
- YAUV (AVG) Auvergne Airport (Australia)
- YAYE (AYQ) فرودگاه اولورو Yulara، قلمرو شمالی (استرالیا)
- YAYR (AYR) Ayr Airport

### YB
- YBAF فرودگاه آرچرفیلد Archerfield، کوئینزلند
- YBAR (BCI) فرودگاه بارکلدین Barcaldine، کوئینزلند
- YBAS (ASP) فرودگاه آلیس اسپرینگز آلیس اسپرینگز، قلمرو شمالی (استرالیا)
- YBAU (BDD) Badu Island Airport Badu Island، کوئینزلند
- YBAW (BKP) Barkly Downs Airport
- YBBN (BNE) فرودگاه بریزبن بریزبن، کوئینزلند
- YBCG (OOL) فرودگاه گولد کوست Coolangatta، کوئینزلند
- YBCK (BKQ) فرودگاه بلکال Blackall، کوئینزلند
- YBCS (CNS) فرودگاه کنز کنز (استرالیا)، کوئینزلند
- YBCV (CTL) فرودگاه چارلویل Charleville، کوئینزلند
- YBDF (BDW) Bedford Downs Airport Bedford Downs، استرالیای غربی
- YBDG (BXG) فرودگاه بندیگو (استرالیا) Bendigo، ویکتوریا (استرالیا)
- YBDV (BVI) فرودگاه بیردسویل Birdsville، کوئینزلند
- YBEO (BTX) Betoota Airport
- YBGO (BQW) Balgo Hill Airport Balgo، استرالیای غربی
- YBHI (BHQ) فرودگاه بروکن هیل Broken Hill، نیو ساوت ولز
- YBHM (HTI) فرودگاه گریت بریر ریف Hamilton Island، کوئینزلند
- YBIE (BEU) فرودگاه بدوری Bedourie، کوئینزلند
- YBKE (BRK) فرودگاه بورک Bourke، نیو ساوت ولز
- YBKT (BUC) Burketown Airport Burketown، کوئینزلند
- YBLA (BLN) فرودگاه بنالا Benalla، ویکتوریا (استرالیا)
- YBLC (LCN) Balcanoona Airport
- YBLL (BLS) Bollon Airport
- YBLN (BQB) فرودگاه منطقه‌ای باسلتون Busselton، استرالیای غربی
- YBLT فرودگاه بلرت Ballarat، ویکتوریا (استرالیا)
- YBMA (ISA) فرودگاه ماونت آیزیا مانت ایسا، کوئینزلند
- YBMK (MKY) فرودگاه مکی مکای (استرالیا)، کوئینزلند
- YBNA (BNK) فرودگاه بالینا بایرن گیتوی Ballina، نیو ساوت ولز
- YBNS (BSJ) فرودگاه بایرنسدال Bairnsdale، ویکتوریا (استرالیا)
- YBOI (GIC) فرودگاه جزیره بویگو Boigu Island، کوئینزلند
- YBOK (OKY) مرکز هوایی اواکیی Oakey، کوئینزلند
- YBOU (BQL) Boulia Airport Boulia، کوئینزلند
- YBPI (BMP) Brampton Island Airport
- YBPN (PPP) فرودگاه پروسرپاین-ویت ساندی کوست Proserpine، کوئینزلند
- YBRK (ROK) فرودگاه راکهمپتون (استرالیا) راکهمپتون (استرالیا)، کوئینزلند
- YBRL (BOX) Borroloola Airport بورولولا، قلمرو شمالی (استرالیا)
- YBRM (BME) فرودگاه بین‌المللی بروم Broome، استرالیای غربی
- YBRN (BZD) فرودگاه بالرانالد Balranald، نیو ساوت ولز
- YBRS فرودگاه باروون هدز Barwon Heads, Victoria
- YBRW (BWQ) فرودگاه بروارینا Brewarrina، نیو ساوت ولز
- YBSG فرودگاه نیروی هوایی سلطنتی استرالیا در شرگر Weipa، کوئینزلند
- YBSS Bacchus Marsh Airport Bacchus Marsh، ویکتوریا (استرالیا)
- YBSU (MCY) فرودگاه سانشاین کوست Marcoola، Sunshine Coast، کوئینزلند
- YBTH (BHS) فرودگاه بثرست (استرالیا) بثرست، نیو ساوت ولز
- YBTI (BRT) فرودگاه بثرست آیلند Bathurst Island، قلمرو شمالی (استرالیا)
- YBTL (TSV) فرودگاه بین‌المللی تانزویل / فرودگاه نیروی هوایی سلطنتی استرالیا در پایگاه تاونزویل (joint use) تاونزویل، کوئینزلند
- YBTR (BLT) فرودگاه بلکوتر Blackwater، کوئینزلند
- YBUD (BDB) فرودگاه بوندابرگ بوندابرگ، کوئینزلند
- YBUN (BUY) فرودگاه بنبری Bunbury، استرالیای غربی
- YBWN (ZBO) Bowen Airport Bowen، کوئینزلند
- YBWP (WEI) Weipa Airport Weipa، کوئینزلند
- YBWX (BWB) Barrow Island Airport Barrow Island، استرالیای غربی
- YBYS (BVZ) Beverley Springs Airport

### YC
- YCAG (CGV) Caiguna Airport
- YCAH (CLH) Coolah Airport Coolah، نیو ساوت ولز
- YCAR (CVQ) Carnarvon Airport Carnarvon، استرالیای غربی
- YCAS (CSI) Casino Airport
- YCBA (CAZ) فرودگاه کوبار Cobar، نیو ساوت ولز
- YCBB (COJ) فرودگاه کونابارابران Coonabarabran، نیو ساوت ولز
- YCBG Cambridge Aerodrome Cambridge، تاسمانی
- YCBP (CPD) فرودگاه کوبر پدی Coober Pedy، استرالیای جنوبی
- YCBR (CRB) فرودگاه کولارنبری Collarenebri، نیو ساوت ولز
- YCCA (CCL) فرودگاه چینچیلا Chinchilla، کوئینزلند
- YCCT (CNC) Coconut Island Airport Coconut Island، کوئینزلند
- YCCY (CNJ) فرودگاه کلونکاری Cloncurry، کوئینزلند
- YCDE Cobden Airport Cobden، ویکتوریا (استرالیا)
- YCDO (CBX) فرودگاه کوندوبولین Condobolin، نیو ساوت ولز
- YCDR (CUD) Caloundra Airport Caloundra West، کوئینزلند
- YCDU (CED) فرودگاه سدونا Ceduna، استرالیای جنوبی
- YCEE (CVC) Cleve Airport Cleve، استرالیای جنوبی
- YCEM Coldstream Airport Coldstream، ویکتوریا (استرالیا)
- YCFS (CFS) فرودگاه کوفس هاربر Coffs Harbour، نیو ساوت ولز
- YCGO (LLG) Chillagoe Airport Chillagoe، کوئینزلند
- YCHT (CXT) فرودگاه چارتر تاور Charters Towers, Queensland
- YCIN (DCN) فرودگاه نیروی هوایی سلطنتی استرالیا در کرتین Derby، استرالیای غربی
- YCKI (CKI) فرودگاه کروکر آیلند Croker Island، قلمرو شمالی (استرالیا)
- YCKN (CTN) فرودگاه کوکتاون Cooktown، کوئینزلند
- YCMT (CMQ) فرودگاه کلرمونت Clermont، کوئینزلند
- YCMU (CMA) فرودگاه کونامولا Cunnamulla، کوئینزلند
- YCMW (CML) Camooweal Airport Camooweal، کوئینزلند
- YCNK (CES) فرودگاه سسنوک سسنوک
- YCNM (CNB) فرودگاه کونامبل Coonamble، نیو ساوت ولز
- YCOE (CUQ) Coen Airport Coen، کوئینزلند
- YCOM (OOM) فرودگاه کوما–اسنوئی ماونتنز Cooma، نیو ساوت ولز
- YCOO (CDA) Cooinda Airport
- YCOR (CWW) فرودگاه کورووا Corowa، نیو ساوت ولز
- YCRG (CYG) فرودگاه کوریونگ Corryong، ویکتوریا (استرالیا)
- YCRK (CXQ) فرودگاه کریسمس کریک Christmas Creek Station، استرالیای غربی
- YCRY (CDQ) Croydon Airport (Australia)
- YCSV (KCE) Collinsville Airport
- YCTM (CMD) فرودگاه کوتاموندرا Cootamundra، نیو ساوت ولز
- YCUA (CUG) Cudal Airport
- YCUE (CUY) Cue Airport Cue، استرالیای غربی
- YCWI (CWR) Cowarie Airport
- YCWL Cowell Airport Cowell، استرالیای جنوبی
- YCWR (CWT) فرودگاه کورا Cowra، نیو ساوت ولز

### YD
- YDAJ (DJR) Dajarra Airport
- YDAY (DBY) Dalby Airport
- YDBI (DRN) فرودگاه دیرانباندی Dirranbandi، کوئینزلند
- YDBR (DNB) Dunbar Airport
- YDBY (DRB) Derby Airport Derby، استرالیای غربی
- YDIX (DXD) Dixie Airport
- YDKI (DKI) فرودگاه دانک آیلند Dunk Island، استرالیا
- YDLK (DLK) Dulkaninna Airport
- YDLQ (DNQ) فرودگاه دنلکین Deniliquin، نیو ساوت ولز
- YDLT (DDN) Delta Downs Airport
- YDLV (DLV) Delissaville Airport
- YDMG (DMD) Doomadgee Airport Doomadgee، کوئینزلند
- YDOC فرودگاه صحرایی دوچرا Singleton، نیو ساوت ولز
- YDOR (DRD) Dorunda Airport
- YDPD (DVP) Davenport Downs Airport
- YDPO (DPO) فرودگاه دونپرت Devonport، تاسمانی
- YDRA (DOX) Dongara Airport
- YDRH (DHD) Durham Downs Airport
- YDRI (DRR) Durrie Airport
- YDVR (DKV) Docker River Airport
- YDYS (DYA) Dysart Airport Dysart، کوئینزلند

### YE
- YECH (ECH) فرودگاه اچوکا Echuca، ویکتوریا (استرالیا)
- YECL (EUC) Eucla Airport
- YEDA (ETD) Etadunna Airport
- YEEB (ENB) Eneabba Airport
- YELD (ELC) Elcho Island Airport Elcho Island، قلمرو شمالی (استرالیا)
- YEMG (ERG) Eromanga Airport
- YEML (EMD) فرودگاه امرالد Emerald، کوئینزلند
- YENO Enoggera HLS Enoggera، کوئینزلند
- YERN (ERB) Pukatja Airport
- YESP (EPR) فرودگاه اسپرانس Esperance، استرالیای غربی
- YEVD (EVH) فرودگاه اونس هد مموریال Evans Head، نیو ساوت ولز
- YEXM (EXM) Exmouth Airport

### YF
- YFBS (FRB) فرودگاه فوربز Forbes، نیو ساوت ولز
- YFDF (KFE) Dave Forest Airport
- YFIL (FLY) Finley Airport
- YFLI (FLS) فرودگاه جزیره فلیندرز جزیره فلیندرز (Whitemark), تاسمانی
- YFNE (FIK) Finke Airport
- YFRT (FOS) فرودگاه فارست Forrest، استرالیای غربی
- YFSK Fiskville CFA Training Ground Airstrip Fiskville، ویکتوریا (استرالیا) near Ballan
- YFTZ (FIZ) Fitzroy Crossing Airport Fitzroy Crossing، استرالیای غربی

### YG
- YGAD فرودگاه هماس استرلینگ Garden Island، استرالیای غربی
- YGAM (GBP) Gamboola Airport
- YGAY (GAH) Gayndah Airport Gayndah، کوئینزلند
- YGBI (GBL) Goulburn Island Airport
- YGDH (GUH) فرودگاه گاندا Gunnedah، نیو ساوت ولز
- YGDI (GOO) فرودگاه گوندیویندی Goondiwindi، کوئینزلند
- YGDN (GDD) Gordon Downs Airport
- YGDS (GGD) Gregory Downs Airport
- YGDW (GTS) Granite Downs Airport
- YGEL (GET) فرودگاه جرالدتن جرالدتون، استرالیای غربی
- YGFN (GFN) فرودگاه منطقه‌ای کلرنس ولی Grafton، نیو ساوت ولز
- YGIB (GBV) Gibb River Airport
- YGIN فرودگاه نیروی هوایی سلطنتی استرالیا در جینجین Gingin، استرالیای غربی
- YGKL (GKL) Great Keppel Island Airport
- YGLA (GLT) فرودگاه گلدستون (استرالیا) Gladstone، کوئینزلند
- YGLB (GUL) فرودگاه گولبورن Goulburn، نیو ساوت ولز
- YGLE (GLG) Glengyle Airport
- YGLG (GEX) فرودگاه جیلنگ Grovedale، ویکتوریا (استرالیا)
- YGLI (GLI) فرودگاه گلن اینس Glen Innes، نیو ساوت ولز
- YGLO (GLM) Glenormiston Airport
- YGNB فرودگاه نیروی هوایی سلطنتی استرالیا در پایگاه گلنبروک (helipads only) Glenbrook، نیو ساوت ولز
- YGNV (GVP) Greenvale Airport
- YGPT (GPN) فرودگاه گاردن پوینت Melville Island، قلمرو شمالی (استرالیا)
- YGSC (GSC) Gascoyne Junction Airport
- YGTE (GTE) فرودگاه گروته ایلانت Groote Eylandt (Alyangula), قلمرو شمالی (استرالیا)
- YGTH (GFF) فرودگاه گریفیز گریفیت، استرالیا، نیو ساوت ولز
- YGTN (GTT) Georgetown Airport (Australia)
- YGTO (GEE) فرودگاه جورج تاون (استرالیا) George Town، تاسمانی
- YGWA فرودگاه گولوآ Goolwa، استرالیای جنوبی
- YGYM (GYP) فرودگاه گیمپی گیمپی، کوئینزلند

### YH
- YHAW (HWK) Wilpena Pound Airport Wilpena Pound، استرالیای جنوبی
- YHAY (HXX) فرودگاه هی Hay، نیو ساوت ولز
- YHBA (HVB) فرودگاه هروی بی هاروی بی، کوئینزلند
- YHBR (HUB) Humbert River Airport
- YHBY (HRY) Henbury Airport
- YHDY (HIP) Headingly Airport
- YHHY (HIG) Highbury Airport
- YHID (HID) فرودگاه هرن آیلند Horn Island، کوئینزلند
- YHIL (HLL) Hillside Airport (Australia)
- YHLC (HCQ) فرودگاه صحرایی هالیبورتن Halls Creek، استرالیای غربی
- YHMB (HMG) Hermannsburg Airport
- YHML (HLT) فرودگاه همیلتون Hamilton، ویکتوریا (استرالیا)
- YHOO (HOK) Lajamanu Airport
- YHOT (MHU) فرودگاه ماونت هوتهام Bright، ویکتوریا (استرالیا)
- YHOX فرودگاه هکستن پارک Hoxton Park، نیو ساوت ولز
- YHPN (HTU) فرودگاه هپتون Hopetoun، ویکتوریا (استرالیا)
- YHSM (HSM) فرودگاه هورشام Horsham، ویکتوریا (استرالیا)
- YHTL (HAT) Heathlands Airport
- YHUG (HGD) Hughenden Airport Hughenden، کوئینزلند

### YI
- YIDK (IDK) Indulkana Airport
- YIFL (IFL) Innisfail Airport (Australia)
- YIFY (IFF) Iffley Airport
- YIGM (IGH) Ingham Airport
- YIKM (IKP) Inkerman Airport
- YIMB Kimba Airport Kimba، استرالیای جنوبی
- YINJ (INJ) Injune Airport
- YINN (INM) Innamincka Airport
- YINW (IVW) Inverway Airport
- YISF (ISI) Isisford Airport
- YITT Mitta Mitta Airport Mitta Mitta، ویکتوریا (استرالیا)
- YIVL (IVR) فرودگاه اینورل Inverell، نیو ساوت ولز

### YJ
- YJAB (JAB) Jabiru Airport Jabiru، قلمرو شمالی (استرالیا)
- YJBY فرودگاه خلیج جرویس Jervis Bay، نیو ساوت ولز
- YJDA (JUN) Jundah Airport
- YJLC (JCK) Julia Creek Airport Julia Creek، کوئینزلند
- YJNB (JUR) فرودگاه یورین بی Jurien Bay، استرالیای غربی

### YK
- YKBL (KDB) Kambalda Airport Kambalda، استرالیای غربی
- YKBR (KAX) فرودگاه کالباری Kalbarri، استرالیای غربی
- YKBY فرودگاه خلیج استریکی Streaky Bay، استرالیای جنوبی
- YKCA (KBJ) Kings Canyon Airport
- YKCS (KCS) Kings Creek Airport
- YKER (KRA) فرودگاه کرنگ Kerang، ویکتوریا (استرالیا)
- YKII (KNS) فرودگاه کینگ آیلند جزیره کینگ (Currie), تاسمانی
- YKKG (KFG) Kalkgurung Airport  Kalkaringi ، قلمرو شمالی (استرالیا)
- YKLA (KOH) Koolatah Airport
- YKLB (KKP) Koolburra Airport
- YKMB (KRB) Karumba Airport Karumba، کوئینزلند
- YKML (KML) Kamileroi Airport
- YKMP (KPS) فرودگاه کمپسی Kempsey، نیو ساوت ولز
- YKNG (KNI) Katanning Airport Katanning، استرالیای غربی
- YKOW (KWM) فرودگاه کوانیاما Kowanyama، کوئینزلند
- YKPR (KPP) Kalpowar Airport
- YKRY (KGY) Kingaroy Airport Kingaroy، کوئینزلند
- YKSC (KGC) فرودگاه کینگ اسکات Kingscote، Kangaroo Island، استرالیای جنوبی
- YKTN Kyneton Airport Kyneton، ویکتوریا (استرالیا)
- YKUB (KUG) فرودگاه کوبین Kubin، کوئینزلند

### YL
- YLAH (LWH) Lawn Hill Airport
- YLEC (LGH) Leigh Creek Airport Leigh Creek، استرالیای جنوبی
- YLED محله پروازی لزبریج Lethbridge، ویکتوریا (استرالیا)
- YLEG فرودگاه لئونگاتا Leongatha، ویکتوریا (استرالیا)
- YLEO (LNO) فرودگاه لئونورا Leonora، استرالیای غربی
- YLEV (LEL) Lake Evella Airport Gapuwiyak، قلمرو شمالی (استرالیا)
- YLFD (LFP) Lakefield Airport
- YLHI (LDH) فرودگاه جزیره لرد هوئه جزیره لرد هاوو، نیو ساوت ولز
- YLHR (IRG) فرودگاه رودخانه لوخارت Lockhart River، کوئینزلند
- YLHS (LTP) Lyndhurst Airport
- YLIL محله پروازی لزبریج Lilydale، ویکتوریا (استرالیا)
- YLIN (LDC) Lindeman Island Airport
- YLIS (LSY) فرودگاه لیزمور لیسمور، استرالیا، نیو ساوت ولز
- YLKN (LNH) Lake Nash Airport
- YLND (LKD) Lakeland Downs Airport
- YLOK (LOC) Lock Airport
- YLOR (LOA) Lorraine Airport (Australia)
- YLOV (LTV) Lotus Vale Station Airport
- YLOX Loxton Airport Loxton، استرالیای جنوبی
- YLRA (LUU) Laura Airport
- YLRD (LHG) فرودگاه لایتنینگ ریج Lightning Ridge، نیو ساوت ولز
- YLRE (LRE) فرودگاه لانگریچ Longreach، کوئینزلند
- YLRS (LUT) Laura Station Airport
- YLST (LER) فرودگاه لینستر Leinster، استرالیای غربی
- YLTN (LVO) فرودگاه لاورتن Laverton، استرالیای غربی
- YLTV (LTB) فرودگاه لتروب ولی Morwell، ویکتوریا (استرالیا)
- YLVK فرودگاه لاواراک برک تاونزویل، کوئینزلند
- YLZI (LZR) فرودگاه جزیره سوسمار Lizard Island، کوئینزلند

### YM
- YMAV (AVV) فرودگاه اولان Avalon، ویکتوریا (استرالیا)
- YMAY (ABX) فرودگاه البری آلبری، نیو ساوت ولز
- YMBA (MRG) فرودگاه صحرایی ماریبا Mareeba، کوئینزلند
- YMBD فرودگاه موری بریج مورای بریج، استرالیای جنوبی
- YMBL (MBB) Marble Bar Airport
- YMBU فرودگاه ماری‌براوت (ویکتوریا) Maryborough، ویکتوریا (استرالیا)
- YMCO (XMC) فرودگاه مالاکوتا Mallacoota، ویکتوریا (استرالیا)
- YMCT (MLR) Millicent Airport
- YMDG (DGE) فرودگاه مودگی Mudgee، نیو ساوت ولز
- YMDI (MQA) Mandora Station Airport
- YMDS (MNW) Macdonald Downs Airport
- YMEK (MKR) فرودگاه میکاتارا Meekatharra، استرالیای غربی
- YMEN (MEB) فرودگاه اسندون Essendon North، ویکتوریا (استرالیا)
- YMER (MIM) فرودگاه مریمبولا Merimbula، نیو ساوت ولز
- YMES (SXE) فرودگاه نیروی هوایی سلطنتی استرالیا در پایگاه ایست سیل Sale، ویکتوریا (استرالیا)
- YMEU (MLV) Merluna Airport
- YMGB (MGT) Milingimbi Airport Milingimbi Island، قلمرو شمالی (استرالیا)
- YMGD (MNG) فرودگاه مانینگریدا Maningrida، قلمرو شمالی (استرالیا)
- YMGN (GSN) Mount Gunson Airport
- YMGT (MGV) Margaret River Airport Margaret River، استرالیای غربی
- YMGV (MVU) Musgrave Airport
- YMHB (HBA) فرودگاه بین‌المللی هوبارت Cambridge، تاسمانی
- YMHO (MHO) Mount House Airport
- YMIA (MQL) فرودگاه میلدورا Mildura، ویکتوریا (استرالیا)
- YMIN (XML) Minlaton Airport
- YMIP (MIH) Mitchell Plateau Airport
- YMIR (MWY) Miranda Downs Airport
- YMIT (MTQ) Mitchell Airport (Australia)
- YMJM (MJP) Manjimup Airport Manjimup، استرالیای غربی
- YMLT (LST) فرودگاه لنسستن Launceston، تاسمانی
- YMMB (MBW) فرودگاه مورابین Moorabbin، ویکتوریا (استرالیا)
- YMML (MEL) فرودگاه ملبرن Melbourne Airport، ویکتوریا (استرالیا)
- YMMU (MMM) Middlemount Airport Middlemount، کوئینزلند
- YMND (MTL) Maitland Airport Rutherford، نیو ساوت ولز
- YMNE (WME) Mount Keith Airport Mount Keith، استرالیای غربی
- YMNG فرودگاه منگالور (استرالیا) Mangalore، ویکتوریا (استرالیا)
- YMNS (MSF) Mount Swan Airport
- YMOG (MMG) فرودگاه ماونت مگنیت Mount Magnet، استرالیای غربی
- YMOR (MRZ) فرودگاه موری Moree، نیو ساوت ولز
- YMOT (MET) Moreton Airport
- YMPA (MIN) Minnipa Airport
- YMPC فرودگاه نیروی هوایی سلطنتی استرالیا در ویلیامز Point Cook، ویکتوریا (استرالیا)
- YMRB (MOV) فرودگاه مورانباه Moranbah، کوئینزلند
- YMRW (MWB) Morawa Airport Morawa، استرالیای غربی
- YMRY (MYA) فرودگاه مورویا Moruya، نیو ساوت ولز
- YMTG (MGB) فرودگاه ماونت گمبیر Mount Gambier، استرالیای جنوبی
- YMTO (MNQ) Monto Airport
- YMUC (MUQ) Muccan Station Airport
- YMUG (MNE) Mungeranie Airport
- YMUI (MYI) فرودگاه جزیره مری Murray Island، کوئینزلند
- YMUK (MVK) Mulka Airport
- YMUP (MUP) Mulga Park Airport
- YMVG (MKV) Mount Cavenagh Airport
- YMWA (MXU) Mullewa Airport Mullewa، استرالیای غربی
- YMWT (MWT) Moolawatana Airport
- YMWX (MXD) Marion Downs Airport
- YMYB (MBH) فرودگاه ماری‌براوت (کوئینزلند) Maryborough، کوئینزلند
- YMYR (MYO) Camballin Airport

### YN
- YNAR (NRA) فرودگاه ناراندرا Narrandera، نیو ساوت ولز
- YNBR (NAA) فرودگاه ناررابری Narrabri، نیو ساوت ولز
- YNGU (RPM) فرودگاه انگوکور Roper River، قلمرو شمالی (استرالیا)
- YNHL فرودگاه انهیل Nhill، ویکتوریا (استرالیا)
- YNRC Naracoorte Airport Naracoorte، استرالیای جنوبی
- YNRM (QRM) فرودگاه ناروماین Narromine، نیو ساوت ولز
- YNTN (NTN) Normanton Airport Normanton، کوئینزلند
- YNWN (ZNE) فرودگاه نیومن Newman، استرالیای غربی
- YNYN فرودگاه نینگان Nyngan، نیو ساوت ولز

### YO
- YOLA (XCO) Colac Airport Colac، ویکتوریا (استرالیا)
- YOLW (ONS) Onslow Airport Onslow، استرالیای غربی
- YOOD (OOD) فرودگاه اودناداتا Oodnadatta, South Australia
- YOOM (MOO) Moomba Airport Moomba، استرالیای جنوبی
- YORB (RBS) فرودگاه اوربوست آربوست، ویکتوریا
- YORG (OAG) فرودگاه اورنج Orange، نیو ساوت ولز

### YP
- YPAD (ADL) فرودگاه آدلاید آدلاید، استرالیای جنوبی
- YPAG (PUG) فرودگاه پورت آگوستا Port Augusta، استرالیای جنوبی
- YPBO (PBO) فرودگاه پارابوردو Paraburdoo، استرالیای غربی
- YPCC (CCK) فرودگاه جزایر کوکوس جزایر کوکوس
- YPDN (DRW) فرودگاه بین‌المللی داروین / RAAF Darwin (joint use) داروین (استرالیا)، قلمرو شمالی (استرالیا)
- YPEA فرودگاه نیروی هوایی سلطنتی استرالیا در پایگاه پیرس Bullsbrook، استرالیای غربی
- YPEC (BEO) فرودگاه بلمانت Pelican، نیو ساوت ولز,
- YPED فرودگاه نیروی هوایی سلطنتی استرالیا در پایگاه ادینبورگ Salisbury، استرالیای جنوبی
- YPGV (GOV) فرودگاه گو Nhulunbuy، قلمرو شمالی (استرالیا)
- YPIR (PPI) فرودگاه پورت پیری Port Pirie، استرالیای جنوبی
- YPJT (JAD) فرودگاه جانداکوت Jandakot، استرالیای غربی
- YPKA (KTA) فرودگاه کاراتا Karratha، استرالیای غربی
- YPKG (KGI) فرودگاه کالگورلی-بولدر کالگورلی، استرالیای غربی
- YPKS (PKE) فرودگاه پارکس Parkes، نیو ساوت ولز
- YPKT (PKT) فرودگاه صحرایی پورت کیتس Port Keats، قلمرو شمالی (استرالیا)
- YPKU (KNX) فرودگاه کونونورا Kununurra، استرالیای غربی
- YPLC (PLO) فرودگاه پورت لینکولن Port Lincoln، استرالیای جنوبی
- YPLM (LEA) فرودگاه نیروی هوایی سلطنتی استرالیا در لیرمونت (joint use) Exmouth، استرالیای غربی
- YPMP (EDR) Edward River Airport Pormpuraaw، کوئینزلند
- YPMQ (PQQ) فرودگاه پورت مک‌گواری Port Macquarie، نیو ساوت ولز
- YPOD (PTJ) فرودگاه پورتلند، استرالیا Portland، ویکتوریا (استرالیا)
- YPPD (PHE) فرودگاه بین‌المللی پورت هدلند Port Hedland، استرالیای غربی
- YPPF (PAL) فرودگاه پارافیلد Salisbury، استرالیای جنوبی
- YPPH (PER) فرودگاه پرث Redcliffe، استرالیای غربی
- YPSV (KSV) Springvale Airport Springvale، کوئینزلند
- YPTN (KTR) فرودگاه نیروی هوایی سلطنتی استرالیا در پایگاه تیندال Katherine، قلمرو شمالی (استرالیا)
- YPWR (UMR) فرودگاه نیروی هوایی سلطنتی استرالیا در پایگاه هوایی وومرا Woomera، استرالیای جنوبی
- YPXM (XCH) فرودگاه جزیره کریسمس جزیره کریسمس
- YPAM (PKM) فرودگاه پالم آیلند Palm Island, Queensland

### YQ
- YQLP (ULP) فرودگاه کویلپی Quilpie، کوئینزلند

### YR
- YRED فرودگاه ردکلیف، استرالیا Rothwell، کوئینزلند
- YREN (RMK) فرودگاه رنمارک Renmark، استرالیای جنوبی
- YRMD (RCM) فرودگاه ریچموند Richmond، کوئینزلند
- YRRB (RPB) Roper Bar Airport
- YROI (RBC) فرودگاه رابینول Robinvale، ویکتوریا (استرالیا)
- YROM (RMA) فرودگاه روما Roma، کوئینزلند
- YRTI (RTS) فرودگاه رتنست ایسلند جزیره راتنست، استرالیای غربی

### YS
- YSBK (BWU) فرودگاه بنکستاون Bankstown، نیو ساوت ولز
- YSCB (CBR) فرودگاه بین‌المللی کانبرا کانبرا، قلمرو پایتختی استرالیا
- YSCN (CDU) فرودگاه کمدن (سیدنی) Camden، نیو ساوت ولز
- YSDU (DBO) فرودگاه دابو سیتی دابو، استرالیا، نیو ساوت ولز
- YSGE (SGO) فرودگاه کوینسلند (سنت جورج) St George، کوئینزلند
- YSGW (ZGL) South Galway Airport
- YSHK (MJK) فرودگاه خلیج کوسه Denham، استرالیای غربی
- YSHR (JHQ) فرودگاه ویتساندی Shute Harbour، آیرلی بیچ
- YSHT (SHT) فرودگاه شپرتن Shepparton، ویکتوریا (استرالیا)
- YSHW فرودگاه هلسورتهی برکز Holsworthy، نیو ساوت ولز
- YSMI (SIO) فرودگاه اسمیستون Smithton، تاسمانی
- YSNB (SNB) فرودگاه اسنیک بی Melville Island، قلمرو شمالی (استرالیا)
- YSNF (NLK) فرودگاه نورفولک آیلند جزیره نورفک
- YSNW (NOA) پایگاه هوایی هماس البترس Nowra، نیو ساوت ولز
- YSPE Stanthorpe Airport Stanthorpe، کوئینزلند
- YSPT (SHQ) فرودگاه سوت پورت Southport، کوئینزلند
- YSRI (RCM) فرودگاه نیروی هوایی سلطنتی استرالیا در پایگاه ریچموند Richmond، نیو ساوت ولز
- YSRN (SRN) فرودگاه استراهان Strahan، تاسمانی
- YSSY (SYD) فرودگاه سیدنی Mascot، نیو ساوت ولز
- YSTH (HLS) فرودگاه سنت هلن Saint Helens، تاسمانی
- YSTW (TMW) فرودگاه تامورت Tamworth، نیو ساوت ولز
- YSWG (WGA) فرودگاه واگا واگا Wagga Wagga، نیو ساوت ولز
- YSWH (SWH) فرودگاه سوان هیلز Swan Hill، ویکتوریا (استرالیا)
- YSWL (SWC) فرودگاه استاول Stawell، ویکتوریا (استرالیا)

### YT
- YTAA (XTR) Tara Airport
- YTAM (XTO) Taroom Airport Taroom، کوئینزلند
- YTEM (TEM) فرودگاه تمورا Temora، نیو ساوت ولز
- YTGA (TAN) Tangalooma Airport
- YTGM (XTG) فرودگاه تارگومیندا Thargomindah، کوئینزلند
- YTIB (TYB) فرودگاه تیبه‌باره Tibooburra، نیو ساوت ولز
- YTMU (TUM) فرودگاه تیومت Tumut، نیو ساوت ولز
- YTNG (THG) فرودگاه تنگول Thangool، کوئینزلند
- YTNK (TCA) فرودگاه تنانت کریک Tennant Creek، قلمرو شمالی (استرالیا)
- YTOC (TCW) Tocumwal Airport Tocumwal، نیو ساوت ولز
- YTQY Torquay Airport Torquay، ویکتوریا (استرالیا)
- YTRE (TRO) فرودگاه تاری Taree، نیو ساوت ولز
- YTWB (TWB) فرودگاه تووومبا توومبا، کوئینزلند
- YTYA Tyabb Airport Tyabb، ویکتوریا (استرالیا)

### YU
- YUNY (CZY) Cluny Airport

### YW
- YWBL (WMB) فرودگاه وارنمبل Warrnambool، ویکتوریا (استرالیا)
- YWDH (WNR) فرودگاه ویندورا Windorah، کوئینزلند
- YWGT (WGT) فرودگاه وانگاراتا Wangaratta، ویکتوریا (استرالیا)
- YWHA (WYA) فرودگاه وایالا Whyalla، استرالیای جنوبی
- YWHI (WSY) Whitsunday Airstrip
- YWIS فرودگاه ویلیامسون راکهمپتون (استرالیا)، کوئینزلند
- YWKB (WKB) فرودگاه وارکنبیل Warracknabeal، ویکتوریا (استرالیا)
- YWKI Waikerie Airport Waikerie، استرالیای جنوبی
- YWKS فرودگاه ویلکینز رانوی Wilkes Land، جنوبگان
- YWLG (WGE) فرودگاه والجت Walgett، نیو ساوت ولز
- YWLM (NTL) فرودگاه نیوکاسل (ویلیام تاون) / فرودگاه نیروی هوایی سلطنتی استرالیا در پایگاه ویلیام‌تاون (joint use) نیوکاسل (استرالیا)، نیو ساوت ولز
- YWLU (WUN) فرودگاه ویلونا Wiluna، استرالیای غربی
- YWOL (WOL) فرودگاه منطقه‌ای ایلاوارا ولونگونگ، نیو ساوت ولز
- YWOR (WLL) Wollogorang Airport
- YWRN (QRR) فرودگاه وارن (استرالیا) Warren، نیو ساوت ولز
- YWSG  Watts Bridge Memorial Airfield  Watts Bridge، کوئینزلند
- YWSL فرودگاه وست سیل Sale، ویکتوریا (استرالیا)
- YWTL (WLO) Waterloo Airport (Australia)
- YWTN (WIN) فرودگاه ونتون Winton، کوئینزلند
- YWUD (WUD) Wudinna Airport Wudinna، استرالیای جنوبی
- YWVA (WVA) فرودگاه وارنرول Warnervale، نیو ساوت ولز
- YWWL (WWY) فرودگاه وست وایالونگ West Wyalong، نیو ساوت ولز
- YWYM (WYN) Wyndham Airport Wyndham، استرالیای غربی
- YWYY (BWT) فرودگاه برنی Wynyard، تاسمانی

### YY
- YYAL (YLG) Yalgoo Airport
- YYLR (KYF) Yeelirrie Airport
- YYMI (XMY) Yam Island Airport Yam Island، کوئینزلند
- YYND (YUE) Yuendumu Airport
- YYNG (NGA) فرودگاه یانگ Young، نیو ساوت ولز
- YYRM Yarram Airport Yarram، ویکتوریا (استرالیا)
- YYTA (KYI) Yalata Mission Airport
- YYWG فرودگاه یاراوونگا Yarrawonga، ویکتوریا (استرالیا)